# Government Accountability Office
Das Government Accountability Office (kurz GAO) ist der Rechnungshof, der als überparteiliches Untersuchungsorgan dem Kongress der Vereinigten Staaten unterstellt ist. Es prüft staatliche Vorhaben im Hinblick auf Korruption, Effizienz und Missmanagement, berät den Kongress zu Optimierungsfragen in gegenwärtigen und zukünftigen Programmen und überprüft Beschwerden gegen Vergabeentscheidungen.
In seinen Aufgaben ähnelt es dem deutschen Bundesrechnungshof und der Vergabekammer des Bundes beim Bundeskartellamt.

## Geschichte
Das GAO wurde als General Accounting Office durch Bundesgesetz vom 10. Juni 1921 eingerichtet. Es hat die Aufgabe, „alle Ereignisse in Verbindung mit dem Erhalt, der Verteilung und der Benutzung von Steuergeldern“ zu untersuchen und dem Kongress sowie dem Präsidenten „Bericht zu erstatten“. Hierbei hat es vorzuschlagen, wie öffentliche Aufgaben effizienter oder kostengünstiger durchgeführt werden können.
Am 7. Juli 2004 wurde das General Accounting Office im Zuge der Verabschiedung des Human Capital Reform Act zu Government Accountability Office umbenannt.

## Struktur

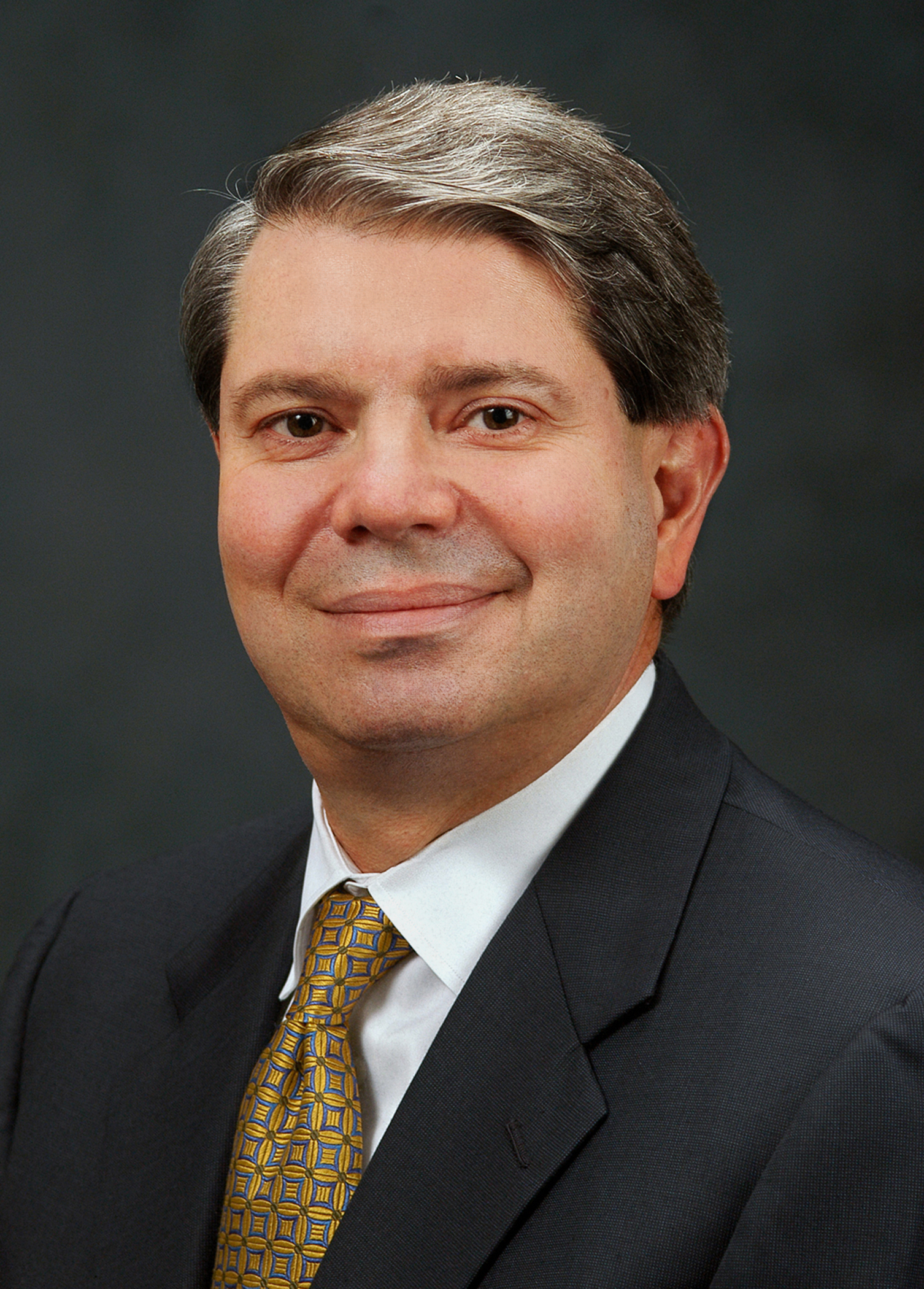
Comptroller General Eugene Louis Dodaro

Das GAO wird vom Comptroller General of the United States (Rechnungshofpräsidenten) geleitet. Er muss in seiner Amtsführung unparteiisch sein und wird vom Präsidenten mit Zustimmung des Senats für eine Amtsperiode von 15 Jahren ernannt. Der Präsident wählt ihn aus einer Liste von mindestens drei Personalvorschlägen, die von einer achtköpfigen überparteilichen Kommission aus beiden Häusern des Kongresses erstellt wird. Der Comptroller General kann nicht einfach entlassen werden, seine Amtsenthebung ist nur durch ein formelles Amtsenthebungsverfahren (Impeachment) oder den gemeinsamen Beschluss beider Häuser des Kongresses möglich. Bis heute gab es keinen derartigen Fall. Das Amt ist im US-System der "political appointees" insoweit einzigartig, als es überparteilich ist und mit der langen Amtsdauer während der regelmäßigen Wechsel von Regierung und Parlament Kontinuität gewährleistet.
Von 1998 bis 2008 leitete David M. Walker, vormals Partner bei der ehemaligen Wirtschaftsprüfungsfirma Arthur Andersen und Beamter im Arbeitsministerium unter den Präsidenten Ronald Reagan und George Bush, als siebter Comptroller das GAO. Er trat am 15. Februar 2008 zurück, um den Vorsitz der Peter G. Peterson Stiftung zu übernehmen. Seitdem leitet Eugene Louis Dodaro das GAO. Die vorherigen Amtsinhaber waren John R. McCarl (1921–1936), Fred H. Brown (1939–1940), Lindsay Carter Warren (1940–1954), Joseph Campbell (1954–1965), Elmer B. Staats (1966–1981) und Charles Arthur Bowsher (1981–1996).
Das GAO beschäftigt ca. 3.100 Mitarbeiter. 80 % davon arbeiten in der Zentralverwaltung in Washington, D.C., die übrigen 20 % in 11 Field Offices innerhalb der USA. Vorrangig werden Analysten, Computerspezialisten, Buchhalter, Juristen und Ökonomen beschäftigt. 80 % der Ausgaben des GAO sind Personalausgaben. Die Behörde verfügt über jährliche Haushaltsmittel i. H. von 489 Mio. US$ (2007). Das Personal des GAO besteht auf allen Ebenen aus Beamten; die Dienstposten sollen nicht nach politischen Zugehörigkeiten besetzt werden.

## Aufgabenkreis
Das GAO hat drei Kernaufgaben:

Das Logo des GAO

- Kontrolle der Haushalts- und Buchhaltungsvorgabeneinhaltung
- Überprüfung öffentlicher Behörden und Programme auf Wirksamkeit und Effizienz
- Überprüfung von Vergabeentscheidungen auf Antrag

Die Kontrolle im Bereich Haushalts- und Buchführungsvorgaben dient der Gewaltenteilung: Die vom US-Präsidenten geleitete Exekutive, d. h. die  Bundesverwaltung ist für nahezu alle Ausgabenposten im US-Bundeshaushalt verantwortlich. Der Legislative (beiden Häusern des Kongresses) obliegt die Budgetkompetenz, die sie in erster Linie durch Verabschiedung der US-Bundeshaushaltsgesetze ausüben. Das GAO ermöglicht es dem Kongress, zu prüfen, inwieweit sich die Bundesverwaltung an die Vorgaben der Budgetgesetze hält und dies auch durch eine ordnungsgemäße Buchführung belegen kann. Hierbei ist das GAO auch für die Formulierung der für die staatliche Buchhaltung geltenden Regeln verantwortlich, d. h. das GAO legt die Richtlinien für die Buchhaltung und die Verwaltung öffentlicher Gelder in Aufträgen an die Privatwirtschaft fest.
Auf Initiative des Kongresses oder aufgrund gesetzlicher Ermächtigung prüft das GAO die Effektivität und Effizienz einzelner Behörden bzw. die Wirtschaftlichkeit von Programmen. Die entsprechenden Berichte des GAO prangern (oft sehr direkt) die Verschwendung öffentlicher Gelder an und genießen daher regelmäßig ein besonderes Medieninteresse. Das GAO hat die Möglichkeit aus Kapazitätsgründen Aufträge zu priorisieren und ggf. nicht zu erledigen. Maßgebliche Kriterien hierbei sind Dringlichkeit, Repräsentativität und Volumen.
Im Zusammenhang mit der Vergabe öffentlicher Aufträge können unterlegene oder nicht berücksichtigte Bieter beim GAO eine Überprüfung der Vergabeentscheidung beantragen. Das GAO prüft Verfahren, Ermessensausübung und Zuschlagsentscheidung. Es kann die Korrektur einzelner Verfahrensfehler ebenso anregen wie ein komplett neues Verfahren. In dieser Funktion hat das GAO bei der zweimaligen Überprüfung der Vergabe eines Vertrages über Luftbetankungsflugzeuge durch das US-Verteidigungsministerium an Boeing bzw. Northrop Grumman mit EADS als wichtigem Zulieferer besondere Aufmerksamkeit auch in Europa erfahren.
Das GAO arbeitet in der Internationalen Organisation der Obersten Rechnungskontrollbehörden (INTOSAI) mit Rechnungsprüfungsbehörden anderer Länder zusammen. Sie entwickeln gemeinsame Standards, prüften gemeinsam internationale Organisationen und nehmen an Peer-Review-Prozessen teil.
Das GAO sieht sich nicht zuletzt als Sachwalter der US-Steuerzahler: Durch die Überwachung der staatlichen Ausgabenpraxis und auf Grund von Empfehlungen des GAO wurden im Jahre 2007 rd. 45,9 Milliarden US$ an öffentlichen Ausgaben eingespart.
Sämtliche Daten und Berichte des GAO sind öffentlich einsehbar und werden meist auch in elektronischer Form im Internet angeboten.

## Statistik
GAO Fiscal Year 2007 Performance
| Maßnahme                                                  | Fiskaljahr 2007     |
| --------------------------------------------------------- | ------------------- |
| Einsparungen durch Befolgung von GAO Empfehlungen des GAO | 45,9 Milliarden US$ |
| Sonstige Einsparungen                                     | 1,35 Milliarden US$ |
| Zeugenbefragungen                                         | 276                 |
| Berichte mit Empfehlungen                                 | 66 %                |
| Empfehlungen, die umgesetzt wurden                        | 82 %                |
| Berichte innerhalb der jeweiligen Zeitvorgaben            | 94 %                |